# Ransagning
Ransagning eller husundersøgelse er en efterforskningsmetode, der anvendes i mange lande, og som giver politi eller skattemyndigheder mulighed for at undersøge en mistænktes bolig eller anden personlige ejendom for bevismateriale uden dennes samtykke. De fleste demokratiske lande beskytter i forfatningen sin borgeres ret til privathed og forbyder således ubegrundede ransagninger. I flere jurisdiktioner kræves en retskendelse før ransagningen kan foretages. Ransagninger anvendes bl.a. i sager om besiddelse af børneporno, medvirken til prostitution og handel med euforiserende stoffer.
I Danmark har Politiets anvendelse af ransagninger siden 1919 været reguleret i Retsplejeloven. Ransagning forudsætter, at der foreligger en konkret mistanke om en strafbar handling, der medfører fængselsstraf og at ransagningen er af væsentlig betydning for den videre efterforskning af denne handling. Ransagningen skal desuden foretages så skånsomt som muligt og på et tidspunkt, hvor den vækker mindst mulig opsigt. Derfor ser man ofte, at politiet udfører ransagninger om natten eller i de tidlige morgentimer. Så vidt muligt finder ransagningen sted under to vidners påsyn. 
Retsplejeloven fastslår, at der som hovedregel kræves en retskendelse før ransagningen kan foretages. I praksis foretages ransagninger dog uden forudgående kendelse i sager, hvor politiet vurderer, at udbyttet ved ransagningen vil blive stærkt begrænset af at man skal vente på en kendelse. 